# 达伦·普拉特利
达伦·普拉特利（英語：Darren Pratley，1985年4月22日—）是一名英格兰足球运动员，場上司職中场。现效力于英甲球队查爾頓。

## 俱乐部生涯

### 早期生涯
普拉特利在英超球队富勒姆开始职业足球生涯。2003年9月23日，他在富勒姆和维甘竞技的联赛杯中首次代表球队出场。一个半月后，11月8日，他迎来自己的英超联赛首演，在和查尔顿的比赛中替补登场。这也是他在富勒姆俱乐部仅有的两次出场记录。2004/05赛季的冬季转会窗中，他租借加盟英格兰甲级联赛球队布伦特福德半个赛季。2005/06赛季上半赛季，布伦特福德再次租借普拉特利半个赛季并在2006年1月续借半年。布伦特福德在此赛季进入升级附加赛，但在半决赛中不敌斯旺西，无缘升级。

### 斯旺西
2006年6月8日，富勒姆宣布以100万英镑的身价将普拉特利卖到英甲联赛球队斯旺西。2007/08赛季，普拉特利以主力球员的身份帮助斯旺西获得英甲联赛冠军，并升级至英格兰足球冠军联赛。在英冠联赛三个赛季后，2010/11赛季，普拉特利帮助斯旺西获得英冠联赛第三位，附加赛半决赛击败诺丁汉森林，决赛击败雷丁，升级至英超联赛。但在2011年6月9日，普拉特利拒绝斯旺西提出的新合同证实将会在夏季转会窗离队。

### 博尔顿
2011年7月1日，普拉特利和英超球队博尔顿签约四年。8月13日，他在博尔顿客场4比0击败女王公园巡游者的2011/12赛季英超首轮中替补出场，这时他第一次代表博尔顿在正式比赛中亮相。

## 国际比赛生涯
普拉特利的祖父母是牙买加人，所以他有资格代表牙买加国家队参加国际足球赛。2009年1月16日，普拉特利曾入选牙买加队在2月11日和尼日利亚的国际友谊赛大名单。但不久之后他在斯旺西4比1击败普雷斯顿的联赛肩膀受伤而退出。